# Lee Rychter
Lee Rychter (* 6. Dezember 1977 in Thun) ist ein Schweizer Schauspieler.

## Leben
Lee Rychter besuchte von 1999 bis 2002 die Schauspielschule Spielhaus in Stuttgart. Während seiner Ausbildung spielte Rychter einige Theaterrollen wie Demetrius in Ein Sommernachtstraum, Romeo in Romeo und Julia und Fritz Lobheimer in Liebelei. Rychter hatte zunächst Rollen vorwiegend in Kurzfilmen und Musikvideos. Er drehte auch Werbespots, unter anderem für Gösser Bier, Migros und Nescafé. 
Von 2008 bis 2009 spielte er die Rolle des Dr. Jens Meyer in der Sat.1-Serie Klinik am Alex. Von 2009 bis 2011 (Folgen 303–743) war er in der Sat.1-Telenovela Anna und die Liebe in der Rolle des Rechtsanwalts David Darcy zu sehen. Eine Rolle als Luke hatte er in dem deutschen Horrorfilm Extinction – The G.M.O. Chronicles (2011).
In der ZDF-Fernsehserie Herzensbrecher – Vater von vier Söhnen
spielte Rychter von Oktober 2014 bis Dezember 2014 die durchgehende Serienrolle des Vikars Marc Wenkstern. Dieselbe Rolle verkörperte er ebenfalls von Oktober 2016 bis Dezember 2016. 2015 erhielt er außerdem die Rollen des Ray Court und des Frank Farmer (als Cover) im Musical Bodyguard im Kölner Musical Dome.

## Filmografie
- 2002: Toasted (Kurzfilm)
- 2004: Date (Kurzfilm)
- 2005: Interaktiv (Kurzfilm)
- 2007: Outside (Kurzfilm)
- 2007: Das Spielchen (Kurzfilm)
- 2007: Bezahlte Heirat (Kurzfilm)
- 2008–2009: Klinik am Alex (Sat.1-Fernsehserie)
- 2009–2011: Anna und die Liebe (Sat.1-Telenovela)
- 2011: Extinction – The G.M.O. Chronicles
- 2012: Notruf Hafenkante (Folge: Die Tangotänzerin)
- 2013: SOKO 5113 (Folge: Das Alibi)
- 2014, 2016: Herzensbrecher – Vater von vier Söhnen (ZDF-Fernsehserie)
- 2016: Heldt (Fernsehserie, Folge: Nichts zu verzollen)
- 2021: Der Palast (Fernsehserie)
- 2022: Doktor Ballouz (Fernsehserie, Folge: Alte Liebe, neue Liebe)
- 2022: Lieber Kurt (Kinofilm)

## Auszeichnung
- 2011: German Soap Award – Bösester Fiesling